# Broch von Bruernish

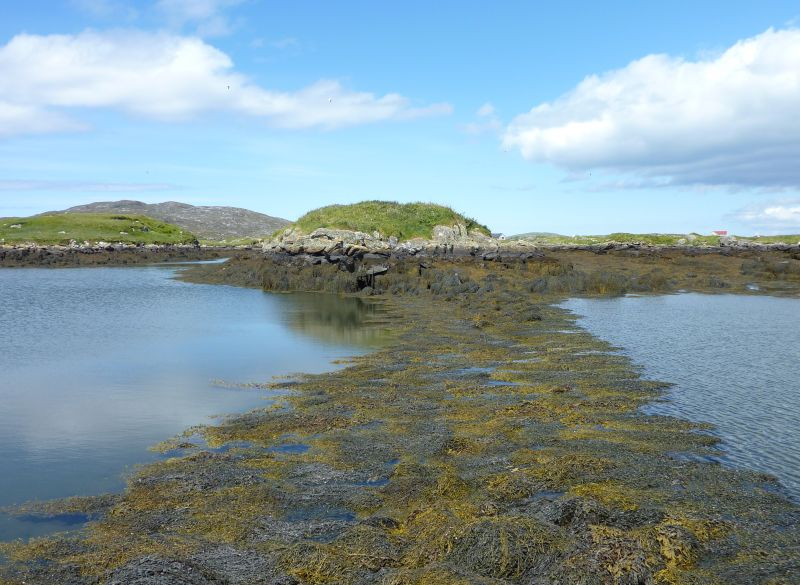
Broch von Bruernish

Der Broch von Bruernish (auch Broch von Bruairnis) ist ein eisenzeitlicher Broch, nördlich von Bruernish, auf der Nordostseite der Insel Barra der Äußeren Hebriden in Schottland. Der Name "Bruernish" kann aus dem Norwegischen stammen und ist eine Kombination der Wörter "Brú" ("Brücke) und "nish" (Kap).
Der Broch liegt auf einer Gezeiteninsel in der North Bay. Sie ist bei Ebbe über einen etwa 6,0 m breiten und 70,0 m langen Damm zu erreichen. Ein solcher Damm findet sich auch beim Dun an Sticir.
Der Broch von Bruernish wurde 2009 untersucht, allerdings nicht archäologisch und umfassend. Lindsay Scott soll Untersuchungen angestellt haben, die er nicht veröffentlichte. Er erwähnt dies in einem Brief, an Alison Young. Young gab an, dass der Broch von Bruernish aus einer anderen Zeit stammt als Dun Cuier, aber seine Daten wurden in Frage gestellt. Vermutlich entstanden Broch und Damm zwischen 100 v. und 100 n. Chr., da die meisten Brochs aus dieser Zeit stammen.
Vom Broch ist nur eine überwucherte Ruine erhalten, deren Durchmesser etwa 19,0 Meter beträgt. Die Berichte der Archäologen, die die Stätte begingen variieren. Charles Frederick Tebbutt (1900–1985) wies darauf hin, dass es sich um ein rundes Bauwerk handelt, während Lindsay Scott es für rechteckig hielt. Falls Scott recht hat, dann wäre es kein Broch, sondern ein Dun, da Brochs stets rund sind.
Westlich des Brochs befindet sich ein Gebäude aus der gleichen Zeit auf einer anderen Gezeiteninsel.